# Dave (Fernsehserie)
Dave (stilisiert als DAVE) ist eine amerikanische Comedy-Fernsehserie, die am 4. März 2020 auf FXX Premiere feierte. Die Serie zeigt eine fiktionalisierte Version des Aufstiegs von Lil Dicky, einem neurotischen Mann in den späten Zwanzigern, der sich selbst davon überzeugt hat, dass er dazu bestimmt ist, einer der besten Rapper aller Zeiten zu werden. Bei Dave gibt es regelmäßig prominente Cameos und Gastauftritte.

## Produktion
Die Serie wurde von dem  Rapper und Comedian Lil Dicky (bürgerlich David Burd), der auch die Titelfigur spielt, und Jeff Schaffer entwickelt.
Schauspieler Kevin Hart und Greg Mottola sind Teil des Produktionsteams für die Serie. Mottola führte auch bei einigen Episoden der ersten Staffel Regie. Die zweite Staffel feierte am 16. Juni 2021 Premiere.
Im deutschsprachigen Raum erfolgte die Erstveröffentlichung der Serie am 22. September 2021 durch Disney+ via Star als Original.
Im Februar 2022 wurde die Serie um eine zehnteilige dritte Staffel verlängert, deren ersten beiden Episoden am 5. April 2023 Premiere feierten.
Im Februar 2024 gab FX Networks bekannt, dass es derzeit keine Pläne für eine vierte Staffel gebe, da Burd sich entschieden hat eine längere Pause einzulegen, um sich auf seine Musik an andere Projekte zu fokussieren. Eine spätere Verlängerung wurde nicht ausgeschlossen.

## Besetzung und Synchronisation
Die deutschsprachige Synchronisation entsteht nach den Dialogbüchern von Kaze Uzumaki und Tobias Müller sowie unter der Dialogregie von Frank Lenart durch die Synchronfirma Iyuno-SDI Group Germany in München.

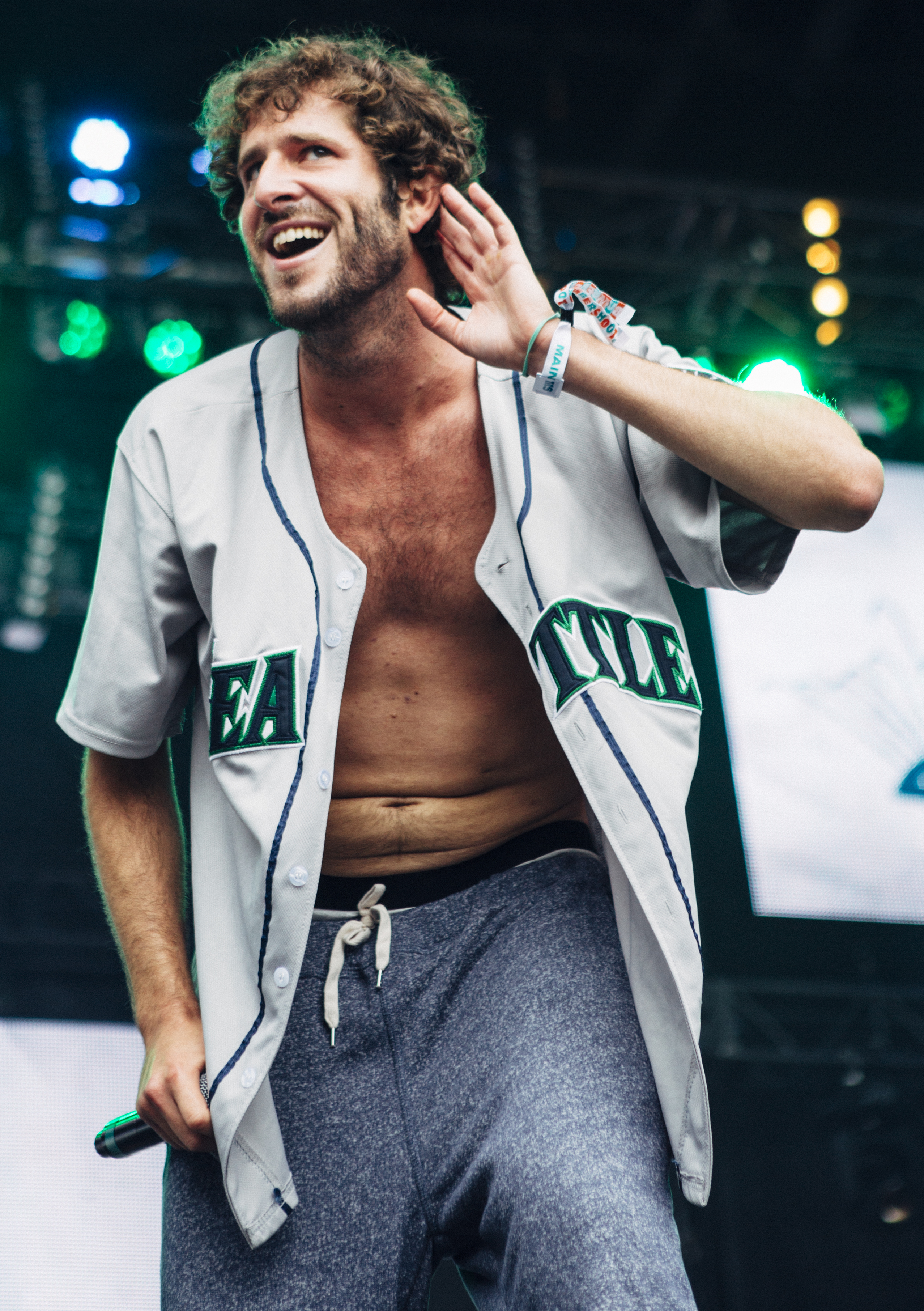
Lil Dicky (2015)

### Hauptdarsteller
| Rolle                  | Schauspieler          | Hauptrolle (Folgen) | Nebenrolle (Folgen) | Synchronsprecher |
| ---------------------- | --------------------- | ------------------- | ------------------- | ---------------- |
| Dave „Lil Dicky“ Burd  | Lil Dicky             | 1.01–               |                     | Benedikt Gutjan  |
| Ally Wernick           | Taylor Misiak         | 1.01–               |                     | Regina Beckhaus  |
| Davionte „GaTa“ Ganter | GaTa                  | 1.01–               |                     |                  |
| Mike                   | Andrew Santino        | 1.01–               |                     |                  |
| Elliot „Elz“           | Travis „Taco“ Bennett | 1.01–               |                     |                  |
| Emma                   | Christine Ko          | 1.01–               |                     |                  |

### Nebendarsteller
| Rolle            | Schauspieler     | Nebenrolle (Folgen)                          | Synchronsprecher |
| ---------------- | ---------------- | -------------------------------------------- | ---------------- |
| Carol Burd       | Gina Hecht       | 1.01, 1.03–1.04, 1.06, 1.10, 2.06, 2.08–2.10 |                  |
| Don Burd         | David Paymer     | 1.01, 1.03–1.04, 1.06, 2.06, 2.08, 2.10      |                  |
| Catherine Ganter | Carlease Burke   | 1.01, 1.05, 2.10                             |                  |
| Benny Blanco     | Benny Blanco     | 1.08, 1.10, 2.02–2.03, 2.09–2.10             |                  |
| Terrence         | Jarvis W. George | 1.08, 1.10, 2.08                             |                  |
| Tessa            | Meagan Holder    | 2.02, 2.06, 2.08                             |                  |

### Episodendarsteller
| Rolle  | Schauspieler | Episodenrolle (Folgen) | Synchronsprecher |
| ------ | ------------ | ---------------------- | ---------------- |
| Rell   | Dean Sharpe  | 1.01                   | Dustin Peters    |
| Kelsey | Taylor Owen  | 1.08                   | Tatjana Pokorny  |

### Gastdarsteller
| Schauspieler        | Gastrolle (Folgen) | Synchronsprecher |
| ------------------- | ------------------ | ---------------- |
| YG                  | 1.01               |                  |
| Macklemore          | 1.02               |                  |
| Trippie Redd        | 1.04, 1.07         |                  |
| Young Thug          | 1.04               |                  |
| Gunna               | 1.04               |                  |
| MadeinTYO           | 1.05               |                  |
| O. T. Genasis       | 1.05               |                  |
| Charlamagne tha God | 1.07, 1.10         |                  |
| Tierra Whack        | 1.07               |                  |
| Angela Yee          | 1.07, 1.10         |                  |
| Justin Bieber       | 1.08               |                  |
| Kourtney Kardashian | 1.08               |                  |
| Marshmello          | 1.08               |                  |
| CL                  | 2.01               |                  |
| Hailey Baldwin      | 2.02               |                  |
| Kendall Jenner      | 2.02               |                  |
| Kyle Kuzma          | 2.02               |                  |
| Kareem Abdul-Jabbar | 2.04               |                  |
| Doja Cat            | 2.06               |                  |
| Slim Jxmmi          | 2.06               |                  |
| Swae Lee            | 2.06               |                  |
| J Balvin            | 2.06               |                  |
| Lil Yachty          | 2.07               |                  |
| Desiigner           | 2.07               |                  |
| Dave East           | 2.07               |                  |
| Denzel Curry        | 2.07               |                  |
| DJ Drama            | 2.07               |                  |
| Kevin Hart          | 2.10               |                  |
| Lil Nas X           | 2.10               |                  |

## Episodenliste

### Staffel 1
| Nr. (ges.) | Nr. (St.) | Deutscher Titel  | Originaltitel       | Erstausstrahlung (USA) | Deutschsprachige Erstveröffentlichung (D/A/CH) | Regie          | Drehbuch                 | Zuschauer (USA) |
| --- | --------- | ---------------- | ------------------- | ---------------------- | ---------------------------------------------- | -------------- | ------------------------ | --------------- |
| 1 | 1         | Der Flex         | The Gander          | 4. März 2020           | 22. Sep. 2021                                  | Greg Mottola   | Dave Burd, Jeff Schaffer | 0,292 Mio.      |
| Dave trifft GaTa und versucht, dass der Rapper YG bei einem seiner Lieder mitwirkt. |           |                  |                     |                        |                                                |                |                          |                 |
| 2 | 2         | Daves erstes Mal | Dave's First        | 4. März 2020           | 22. Sep. 2021                                  | Greg Mottola   | Yamara Taylor            | 0,220 Mio.      |
| Daves erster Live-Auftritt ist bei einer Gedenkfeier für einen 10-jährigen Fan; Dave hadert mit Vergleichen zu anderen weißen Rappern. |           |                  |                     |                        |                                                |                |                          |                 |
| 3 | 3         | Hypospadie       | Hypospadias         | 11. März 2020          | 22. Sep. 2021                                  | Greg Mottola   | Dave Burd                | 0,163 Mio.      |
| Dave und Ally haben Intimitätsprobleme und der Ursprung des Lil-Dicky-Spitznamens wird untersucht. |           |                  |                     |                        |                                                |                |                          |                 |
| 4 | 4         | Jemand…          | Somebody…           | 18. März 2020          | 22. Sep. 2021                                  | Tony Yacenda   | Luvh Rakhe               | 0,199 Mio.      |
| Mike fängt an, Dave nebenbei zu managen. Dave wird krank, nachdem er auf einer Party, zu der Emma sie eingeladen hat, einen Joint mit Young Thug geteilt hat. GaTa macht Elz mit Trippie Redd bekannt. |           |                  |                     |                        |                                                |                |                          |                 |
| 5 | 5         | Hypeman          | Hype Man            | 25. März 2020          | 22. Sep. 2021                                  | Tony Yacenda   | Saladin Patterson        | 0,210 Mio.      |
| Dave heuert GaTa als seinen Hype-Man an und bereitet sich darauf vor, für Meek Mill in Philadelphia zu eröffnen. In mehreren Rückblenden wird gezeigt, dass GaTa schwere Stimmungsprobleme hat und schließlich Dave, Mike und Elz gesteht, dass er eine bipolare Störung hat und Medikamente nimmt. |           |                  |                     |                        |                                                |                |                          |                 |
| 6 | 6         | Talentshows      | Talent Shows        | 1. Apr. 2020           | 22. Sep. 2021                                  | Andrew DeYoung | Dave Burd                | 0,167 Mio.      |
| Dave, GaTa, Mike und Elz bleiben im Haus von Daves Eltern in Philadelphia. Dave lädt seine alten Camp-Freunde ein, kommt aber mit Hilfe von Elz zu einer Erkenntnis über deren wahre Absichten. In mehreren Rückblenden tritt der junge Dave in seinem Sommercamp auf und nennt diesen Moment als den Moment, in dem er begann, an sich selbst zu glauben.                                                         |           |                  |                     |                        |                                                |                |                          |                 |
| 7 | 7         | Elz und Emma     | What Wood You Wear? | 8. Apr. 2020           | 22. Sep. 2021                                  | Andrew DeYoung | Alex Russell             | 0,130 Mio.      |
| Emmas Auto wird aufgebrochen, nachdem sie die Nacht mit Elz verbracht hat, der den Tag damit verbringt, auf den Neffen von Trippie Redd aufzupassen. GaTa findet heraus, dass Emma und Elz ein Verhältnis hatten, was dazu führt, dass Emma es abstreitet und Elz’ Gefühle verletzt. Emma entschuldigt sich später bei Elz bei einer Silent-Disco, bei der er als DJ auflegte, und die beiden versöhnen sich.      |           |                  |                     |                        |                                                |                |                          |                 |
| 8 | 8         | Benny und Bieber | PIBE                | 15. Apr. 2020          | 22. Sep. 2021                                  | Andrew DeYoung | Max Searle               | 0,295 Mio.      |
| Dave und Mike treffen sich mit Labels wegen eines Plattenvertrags, und Dave lernt später Justin Bieber und Benny Blanco kennen. Auf einer Hausparty von Bieber lernt Dave Kourtney Kardashian kennen. Ally und Elz sehen sich gemeinsam ein Football-Spiel in einer Bar an, bevor sie die Hausparty stürmen, auf der Elz einen Streit mit Marshmello anfängt.                                                      |           |                  |                     |                        |                                                |                |                          |                 |
| 9 | 9         | Allys Rede       | Ally's Toast        | 22. Apr. 2020          | 22. Sep. 2021                                  | Ben Sinclair   | Vanessa McGee            | 0,237 Mio.      |
| Dave begleitet Ally zur Hochzeit ihrer Schwester im Napa Valley. Dave schafft es nicht, geistig und emotional für Ally da zu sein, während er durch einen möglichen Karriereschritt abgelenkt ist. Dave wirft Ally schließlich vor, keinen Ehrgeiz zu haben, und die beiden trennen sich, bevor Dave allein nach Los Angeles zurückkehrt.                                                                          |           |                  |                     |                        |                                                |                |                          |                 |
| 10 | 10        | Jail             | Jail                | 29. Apr. 2020          | 22. Sep. 2021                                  | Tony Yacenda   | Dave Burd                | 0,213 Mio.      |
| Dave möchte, dass sein Label einen langen, anstößigen Track als erste Single herausbringt; Mike und das Label sind damit nicht einverstanden und er beschließt, in der Radioshow The Breakfast Club aufzutreten, um den Track zu veröffentlichen. Dave beherzigt schließlich den Rat seiner Freunde und beschließt, stattdessen live in der Show zu rappen, was ihm den Respekt von Charlamagne tha God einbringt. |           |                  |                     |                        |                                                |                |                          |                 |

### Staffel 2
| Nr. (ges.) | Nr. (St.) | Deutscher Titel       | Originaltitel        | Erstausstrahlung (USA) | Deutschsprachige Erstveröffentlichung (D/A/CH) | Regie         | Drehbuch                 | Zuschauer (USA) |
| --- | --------- | --------------------- | -------------------- | ---------------------- | ---------------------------------------------- | ------------- | ------------------------ | --------------- |
| 11 | 1         | Dave erobert die Welt | International Gander | 16. Juni 2021          | 16. Feb. 2022                                  | Jake Schreier | Lee Sung Jin             | 0,180 Mio.      |
| Dave dreht in Südkorea ein Musikvideo, das ihm zum Welterfolg verhelfen soll. Doch er muss sich der Realität stellen, als das Projekt zu implodieren droht und einen internationalen Zwischenfall verursacht. |           |                       |                      |                        |                                                |               |                          |                 |
| 12 | 2         | Nervös                | Antsy                | 16. Juni 2021          | 16. Feb. 2022                                  | Ben Sinclair  | Luvh Rakhe               | 0,164 Mio.      |
| Der von einer Schreibblockade geplagte Dave besucht Elz’ Geburtstagsparty, auf der er erwartet, Ally zum ersten Mal seit ihrer Trennung wiederzusehen. |           |                       |                      |                        |                                                |               |                          |                 |
| 13 | 3         | Der Beobachter        | The Observer         | 23. Juni 2021          | 16. Feb. 2022                                  | Ben Sinclair  | Max Searle               | 0,163 Mio.      |
| Daves unreifes Benehmen mit Benny Blanco führt zu einer unangenehmen Unterhaltung mit GaTa über das weiße Privileg. Mike versucht, die Quelle einer auf seinem Mülleimer hinterlassenen Notiz zu finden und den Verursacher zu filmen. Dave stattet Ally einen Besuch ab. |           |                       |                      |                        |                                                |               |                          |                 |
| 14 | 4         | Kareem Abdul-Jabbar   | Kareem Abdul-Jabbar  | 30. Juni 2021          | 16. Feb. 2022                                  | Tony Yacenda  | Luvh Rakhe               | 0,130 Mio.      |
| Dave versucht, ein Interview mit der Basketballlegende Kareem Abdul-Jabbar einzufädeln. Mike nimmt ein Duo von TikTokern als Kunden an. GaTa hat ein Casting. |           |                       |                      |                        |                                                |               |                          |                 |
| 15 | 5         | Bar-Mizwa             | Bar Mitzvah          | 7. Juli 2021           | 16. Feb. 2022                                  | Ben Sinclair  | Dave Burd                | 0,152 Mio.      |
| Dave und Elz, die sich auseinandergelebt haben, streiten sich während eines Auftritts auf einer Bar Mitzwa. GaTas Auto wird nach einer Panne abgeschleppt und er ist gezwungen, durch Los Angeles zu irren, um einen Ort zu suchen, an dem er sein Handy aufladen kann, damit er das Auto aufspüren kann. Dave und Elz werden bei der Bar Mitzwa rausgeschmissen, nachdem sie die Kinder ermutigt haben, lockerer zu werden, aber GaTa rettet den Tag, indem er die Kinder in eine improvisierte Performance außerhalb des Hauses einbezieht. |           |                       |                      |                        |                                                |               |                          |                 |
| 16 | 6         | Ich will ein Date     | Somebody Date Me     | 14. Juli 2021          | 16. Feb. 2022                                  | Tayarisha Poe | Alex Russell             | 0,165 Mio.      |
| Dave ist während eines Besuchs seiner Eltern abgelenkt, nachdem er sich mit Doja Cat auf einer Dating-App verabredet und ihr den ganzen Tag Textnachrichten geschrieben hat. |           |                       |                      |                        |                                                |               |                          |                 |
| 17 | 7         | Der Werbemann         | Ad Man               | 21. Juli 2021          | 16. Feb. 2022                                  | Tony Yacenda  | April Shih               | 0,166 Mio.      |
| Dave hat Schwierigkeiten, beim Freestylen für die XXL Freshman Class und seine Vergangenheit, in der er mit Emma in einer Werbeagentur arbeitet, wird erforscht. |           |                       |                      |                        |                                                |               |                          |                 |
| 18 | 8         | Die Burds             | The Burds            | 28. Juli 2021          | 16. Feb. 2022                                  | Tony Yacenda  | Vanessa McGee            | 0,124 Mio.      |
| Die Plattenfirma schmeißt Dave und Mike aus dem Haus in den Hollywood Hills, in dem sie bisher wohnten, nachdem sie herausgefunden hat, dass Dave keine Fortschritte bei seinem Album gemacht hat. Dave zieht bei seinen Eltern ein, die sich ständig streiten, und Daves Versuch, die Situation zu verbessern, macht sie noch schlimmer. Daves Mutter sagt ihm, er solle aufhören, so egoistisch zu sein, woraufhin er zusammenbricht, nachdem er merkt, dass er nichts über seine Eltern weiß. In der Zwischenzeit findet Mike einen Song, den Dave nach der Trennung von Ally geschrieben hat, und möchte ihn auf dem Album haben, um Daves Entwicklung als Künstler zu zeigen. Dave zeigt den Song schließlich Ally, um sich wieder mit ihr zu versöhnen, nachdem er erkannt hat, dass ihre Trennung die Ursache für seine Schaffensblockade ist, aber er wird zurückgewiesen und verlässt sie verzweifelt. |           |                       |                      |                        |                                                |               |                          |                 |
| 19 | 9         | Dave, der Erleuchtete | Enlightened Dave     | 4. Aug. 2021           | 16. Feb. 2022                                  | Kitao Sakurai | Luvh Rakhe, Lee Sung Jin | 0,105 Mio.      |
| Dave besucht das Haus vom legendären Musikproduzenten Rick Rubin und trifft dort auf den Schauspieler Biff Wiff und Atoms, angebliche Assistenten von Rubin, die Dave in einen Floating-Tank bringen. Dave hat mehrere Halluzinationen, in denen er seine Freunde und eine kahle, nackte Version von sich selbst sieht. Nachdem das Duo Dave versehentlich zu lange im Tank lässt und er fast ertrinkt, ist Dave inspiriert und rennt so schnell er kann, um neue Musik aufzunehmen. |           |                       |                      |                        |                                                |               |                          |                 |
| 20 | 10        | Dave                  | Dave                 | 11. Aug. 2021          | 16. Feb. 2022                                  | Alma Har'el   | Dave Burd                | 0,152 Mio.      |
| GaTa verlässt sein Haus, nachdem er erfahren hat, dass seine Mutter seine jüngere Schwester mit einer Hypothek belastet, da sie ihr eine höhere finanzielle Sicherheit zutraut. Daves Debütalbum Penith wird veröffentlicht. Er ist jedoch sehr unzufrieden mit den unzureichenden Marketingmaßnahmen seines Musiklabels. Zudem veröffentlicht Ariana Grande am selben Tag ein Überraschungsalbum. Diese Umstände führen dazu, dass sein Album nur auf Platz 91 der Billboard-Albumcharts landet. GaTa versucht, Dave zu erklären, dass er seinen Erfolg nicht zu schätzen weiß – das Album ist in den Charts und er hat einen bevorstehenden Auftritt bei den MTV Video Music Awards (VMA), aber Dave lässt sich nicht beirren. Eine zweite Konfrontation mit GaTa führt zu einem Streit, bei dem GaTa Daves Privilegien anprangert und ihn darauf hinweist, dass er immer für ihn eintritt. Dave teilt sich schließlich die VMA-Bühne mit GaTa, der ihm ebenbürtig ist, und die beiden touren später gemeinsam unter dem Namen „Dave“ – auch eine Abkürzung für GaTas eigentlichen Vornamen Davionte. |           |                       |                      |                        |                                                |               |                          |                 |

### Staffel 3
| Nr. (ges.) | Nr. (St.) | Deutscher Titel | Originaltitel    | Erstausstrahlung (USA) | Deutschsprachige Erstveröffentlichung (D/A/CH) | Regie          | Drehbuch                            | Zuschauer (USA) |
| ---------- | --------- | --------------- | ---------------- | ---------------------- | ---------------------------------------------- | -------------- | ----------------------------------- | --------------- |
| 21         | 1         | –               | Texas            | 5. Apr. 2023           | –                                              | Brian Lannin   | Luvh Rakhe, Randall Valdez-Castillo | 0,137 Mio.      |
| 22         | 2         | –               | Harrison Ave     | 5. Apr. 2023           | –                                              | Kitao Sakurai  | Jordan Mendoza                      | 0,080 Mio.      |
| 23         | 3         | –               | Hearsay          | 12. Apr. 2023          | –                                              | Tony Yacenda   | Biniam Bizuneh                      | 0,133 Mio.      |
| 24         | 4         | –               | Wisconsin        | 19. Apr. 2023          | –                                              | Ben Sinclair   | Emma Wisdom                         | 0,111 Mio.      |
| 25         | 5         | –               | The Storm        | 26. Apr. 2023          | –                                              | Shannon Murphy | Rob Rosell                          | 0,105 Mio.      |
| 26         | 6         | –               | #RIPLilDicky     | 3. Mai 2023            | –                                              | Ben Sinclair   | Starlee Kine                        | 0,082 Mio.      |
| 27         | 7         | –               | Rebirthday       | 10. Mai 2023           | –                                              | Tony Yacenda   | Jeanie Bergen                       | 0,111 Mio.      |
| 28         | 8         | –               | Met Gala         | 17. Mai 2023           | –                                              | Kitao Sakurai  | Niles Abston & Trevor Alper         | 0,094 Mio.      |
| 29         | 9         | –               | Dream Girl       | 24. Mai 2023           | –                                              | Shannon Murphy | Vanessa McGee                       | 0,119 Mio.      |
| 30         | 10        | –               | Looking for Love | 31. Mai 2023           | –                                              | Kitao Sakurai  | Dave Burd & Vanessa McGee           | 0,096 Mio.      |

## Rezeption
Dave hat positive Kritiken von Kritikern erhalten. Auf Metacritic hat die erste Staffel eine Wertung von 64 von 100 Punkten basierend auf zehn Kritiken, was auf „allgemein positive Kritiken“ hinweist. Auf Rotten Tomatoes hat sie eine Zustimmungsrate von 76 % mit einer durchschnittlichen Wertung von 6,78 von 10 basierend auf 21 Kritiken. Der kritische Konsens der Website lautet: „Dave kann genauso abstoßend sein wie Lil Dickys Rap-Persönlichkeit mit seiner Fülle an Genitalienwitzen und Selbstverherrlichung, aber unter der schlüpfrigen Fassade verbirgt sich eine überraschend selbstbewusste Show mit einem süßen Kern.“
Nach durchwachsenen Kritiken für die ersten paar Episoden wurde die zweite Hälfte der ersten Staffel von The Guardian, IndieWire, Rolling Stone und anderen positiv aufgenommen. Kritiker bemerkten die Erweiterung der Humorquellen der Serie, die Hingabe zur Charakterentwicklung und die verbesserte emotionale Tiefe. Am Ende der ersten Staffel erreichte Dave durchschnittlich 5,32 Millionen Zuschauer (über die Kanäle Fernsehen, Streaming und Video-on-Demand) pro Folge und war damit die beliebteste Comedy in der Geschichte von FX. Sie wurde im Mai 2020 für eine zweite Staffel verlängert.
Während die meisten Figuren und Schauspieler gelobt wurden, wurde die Figur „Lil Dicky“ in der Serie negativ aufgenommen. Viele Kritiker haben angemerkt, dass der Erfolg der Figur zwar im Mittelpunkt der Serie steht, aber sein schlechter Umgang mit seinen Freunden es schwierig macht, mit ihm mitzufiebern. Außerdem wurde die erste Staffel dafür kritisiert, dass sie Ruhm über Kunst stellt und idealisiert. Daniel D'Addario von Variety verglich die Serie ungünstig mit Atlanta, einer weiteren Serie von FX. D'Addario sagt: „Als Donald Glover eine FX-Show über Figuren machte, die versuchten, in der Musikindustrie Fuß zu fassen, war es Atlanta, eine der expansivsten, fantasievollsten Shows des bisherigen Jahrhunderts. Wenn Lil Dicky es tut, ist es eine Show, deren Pausen vom platten Erzählen über die privaten Teile seines Charakters dazu neigen, einer linearen Bahn zu folgen: Lil Dicky, ein Zauderer mit mehr Eifer für den Ruhm als für echte kreative Ambitionen, probiert am Ende etwas aus, es verbreitet sich schnell, alle lieben es.“
Die zweite Staffel hat auf Metacritic eine Punktzahl von 84 von 100 auf der Basis von 10 Rezensionen, was auf „universellen Zuspruch“ hinweist. GaTas Leistung als er selbst wurde als herausragend aus den ersten beiden Staffeln hervorgehoben. Bei Rotten Tomatoes hat sie eine Zustimmungsrate von 91 % mit einer durchschnittlichen Wertung von 8,3 von 10 basierend auf elf Kritiken und der Zusammenfassung: „Dave muss noch viel lernen, aber Dave ist zu einer schwarz-komischen und entwaffnend klugen Komödie über den befremdlichen Preis des Ruhms gereift.“
Zur zweiten Staffel schrieb Daniel Fienberg vom Hollywood Reporter: „Dave ist nicht ganz auf dem Niveau von Atlanta, aber einige der tonalen Änderungen, die die Schöpfer Dave Burd und Jeff Schaffer vornehmen, sind vergleichbar ehrgeizig, auch wenn sie häufig unter dem bereits erwähnten Ansturm von Peniswitzen begraben werden.“ Auch Alan Sepinwall vom Rolling Stone lobte die zweite Staffel: „Dies war bereits eine exzellente Serie, die sich in ihrer zweiten Staffel noch einmal gesteigert zu haben scheint. Während er am neuen Album arbeitet, kämpft die Figur Dave darum, das, was er kann, zu erweitern; Dave die Comedy hat das bereits herausgefunden.“ James Poniewozik von der New York Times lobte die Rolle GaTas in der zweiten Staffel, auf seinem Weg eine Rapkarriere zu starten. Zudem sei die Darstellung weißer Privilegien in einer schwarzen Kunstform (Hip-Hop) positiv zu benennen. In seiner Kritik der letzten Folge der zweiten Staffel schrieb Ben Travers  für IndieWire, dass Dave aufgrund der zweiten Staffel und insbesondere des Finales, zu einer der besten aktuellen Fernsehserien gehört.